# Intranet
Een intranet is een privaat computernetwerk of een besloten informatieplatform binnen een organisatie. Het primaire doel van een intranet is het elektronisch delen van informatie.

## Netwerk en platform
Het begrip 'intranet' kan twee betekenissen hebben: intern intranet-netwerk en intranet-platform.
- Een intranet-netwerk kan bestaan uit verschillende aan elkaar gekoppelde LAN's. Voor de gebruiker lijkt het op een private versie van het internet.
- Binnen het intranet-netwerk is vaak een intern, besloten platform beschikbaar met interne informatie, nieuws, groepen om in samen te werken, agenda en dergelijke. Dit platform (of platformen) wordt ook vaak het intranet genoemd. Wanneer een organisatie een gedeelte van haar intranet toegankelijk maakt voor klanten, partners, leveranciers of anderen buiten de organisatie, noemt men dat gedeelte een extranet.

## Sociaal intranet
Wanneer een intranet sociale-mediafuncties biedt, zoals een smoelenboek, blog, discussieforum of chat, wordt ook wel gesproken van een sociaal intranet.

## Deep web
Over het algemeen maken intranetten deel uit van het deep web, het deel van het internet dat ontoegankelijk is voor zoekmachines.

## Netwerktechnologie
De meeste intranetten zijn via een gateway gekoppeld aan het wereldwijde internet. Een intranet maakt gebruik van verschillende internetprotocollen zoals transmissieprotocol TCP/IP of UDP/IP, en HTTP. TCP/IP en UDP/IP zorgen voor de overdracht van informatie tussen twee netwerksystemen. Door middel van een site VPN is het mogelijk voor een organisatie om via een publiek netwerk zoals het internet, verschillende interne netwerken te verbinden. De VPN zorgt ervoor dat de data versleuteld en geauthenticeerd wordt.
Grotere organisaties staan hun gebruikers binnen het intranet toe het publieke internet te raadplegen. Deze organisaties maken dan gebruik van zogenaamde firewall-servers. Deze bezitten de mogelijkheid om het inkomende en uitgaande netwerkverkeer te analyseren zodanig dat de veiligheid van de organisatie gewaarborgd blijft.